# 正阳乡
正阳乡是中国陕西省安康市平利县下辖的一个乡。

## 行政区划
正阳乡下辖以下行政区：
洪家坪村、岚架山村、让河村、鄢家台村、张家坝村、周家坪村、八仙村、屈家沟村、龙洞河村、正阳河村、泗水坪村、南溪河村、丝棉园村